# Resistência Ariana Branca (Suécia)
Resistência Ariana Branca (sueco: Vitt Ariskt Motstånd, VAM) foi uma rede militante neonazista ativa na Suécia entre 1991 e 1993. O nome do grupo foi derivado da organização supremacista branca americana White Aryan Resistance (WAR).
De acordo com Stieg Larsson, um pesquisador de organizações de supremacia branca, o grupo foi bastante estilizado no então já extinto grupo de supremacia branca dos Estados Unidos The Order, liderado por Robert Matthews.  O VAM foi fundado por Klas Lund, outros membros importantes foram Torulf Magnusson e Peter Melander, editor da revista Storm do grupo. O símbolo da organização era o "Wolfsangel". O VAM foi implicado em muitos crimes graves na Suécia, incluindo os infames assassinatos da polícia de Malexander, carros-bomba de jornalistas políticos e assassinatos de supostos opositores.  De acordo com um relatório preparado e publicado em novembro de 1999 pelos quatro maiores jornais diários da Suécia, Aftonbladet, Expressen, Dagens Nyheter e Svenska Dagbladet, muitos ex-membros da organização são membros de organizações neonazistas atuais. 
Depois do VAM, Klas Lund organizou o autodeclarado Movimento de Resistência Nórdica. Outra ramificação do VAM foi a agora extinta Frente Nacional Socialista, formada em 1994 por simpatizantes do VAM em Karlskrona.